# دانتي كين
دانتي كين وهوالفريق الموسيقي النسائي الذي وقعت لتسجيلات باد بوي، وأنشئت لأول مرة في عام 2005. وتشكلت في الحلقة الثالثة من إم تي في صناعة باندفي سلسلة تلفزيون الواقع، وتضم أعضاء الخماسي أوبري أو داي، وينتيا" دال ودز "ويديجيت، وشانون بيكس، وريتشارد الفجر، واندريا فمبيس. وعلى نهاية الموسم الثالث من صناعة باند الرابع أو داي ووودز تأكد لهما أنهما لم تعد جزءا من المجموعة. وفي 27 يناير 2009، أكد ريتشارد لMTV.com في مقابلة ان دانتى كين لم تعد بعد مجموعة. [3] وخط المتابعة الأخير للمجموعة، تميز في موسم 2009 من صناعة باند، مكونا من ريتشارد وفيمبرس، وفي نهاية المطاف كان كل أعضاء الجروب قد تم انهاء عقودهم مع تسجيلات باد بوي في وقت لاحق خلال هذا العام.

## روابط خارجية
- دانتي كين على موقع ميوزك برينز (الإنجليزية)
- دانتي كين على موقع أول ميوزيك (الإنجليزية)
- دانتي كين على موقع ديسكوغز (الإنجليزية)